# Кис (Калифорнија)
Кис (енгл. Keyes) насељено је место без административног статуса у америчкој савезној држави Калифорнија.

## Демографија
По попису из 2010. године број становника је 5.601, што је 1.026 (22,4%) становника више него 2000. године.
| Група             | 2000.         | 2010.         |
| Белци             | 2.350 (51,4%) | 1.957 (34,9%) |
| Афроамериканци    | 27 (0,6%)     | 71 (1,3%)     |
| Азијати           | 149 (3,3%)    | 200 (3,6%)    |
| Хиспаноамериканци | 1.882 (41,1%) | 3.233 (57,7%) |
| Укупно            | 4.575         | 5.601         |